# کلودیو نوچه
کلودیو نوچه (ایتالیایی: Claudio Noce؛ زادهٔ ۱ اوت ۱۹۷۵) فیلم‌نامه‌نویس، تهیه‌کننده فیلم، و کارگردان فیلم اهل ایتالیا است.

## فیلمشناسی
- پدر ما (۲۰۲۰)